# Philip Paul Bliss
Philip Paul Bliss (Clearfield megye, Pennsylvania, 1838. július 9. – Ashtabula, Ashtabula megye, Ohio, 1876. december 29.) amerikai metodista énekes hittérítő, dalszövegíró és zeneszerző. Számos, Amerikában jól ismert vallásos ének szerzője.
Bliss a 19. századi ébredésben ugyanolyan nagy szerepet játszott, mint egy évszázaddal korábban az énekköltő prédikátor Charles Wesley. Népszerű énekeit Ira David Sankey, az ugyancsak metodista énekszerző, és D. L. Moody evangélizátor közös európai és amerikai missziós útjaikon terjesztették. Egy tragikus vasúti balesetben halt meg 1876-ban, 38 évesen.
Híres éneke: Föl barátim, drága Jézus zászlaja alatt…